# Убийство на уме
«Убийство на уме» (англ. Of Murder and Memory) — детективный фильм Дэвида Уэллингтона. Не рекомендуется детям до 16 лет. В России был показан на русской версии телеканала Hallmark.

## Сюжет
Молодую женщину судят по обвинению в убийстве. Другую молодую женщину, Салли Линден, члена жюри присяжных, вывели из зала суда за опоздание к началу заседания на пять минут. В итоге подсудимой вынесли приговор — пожизненное заключение. Но бывшая присяжная уверена, что судьи допустили ошибку.
Прошло много лет, и бывшая присяжная решает встретиться с осужденной в тюрьме. Поговорив с ней, Салли проводит своё расследование довольно запутанного преступления.

## В ролях
| Актёр            | Роль          |
| ---------------- | ------------- |
| Аннабет Гиш      | Салли Линден  |
| Чандра Уэст      | Тереза Никол  |
| Хью Диллон       | Винсент Никол |
| Кристен Хагер    | Эйми Линден   |
| Каллум Кит Ренни | Леонард       |